# Ebaliopsis
Ebaliiopsis Ihle, 1918 è un genere di granchi appartenenti alla famiglia Leucosiidae.

## Tassonomia
La specie tipo è Phlyxia erosa A. Milne-Edwards, 1874.

### Specie
- Ebaliopsis erosa (A. Milne-Edwards, 1874)
- Ebaliopsis viadieri Ward, 1942

## Alimentazione
Si nutrono di piccoli invertebrati marini.